# Luomajärvi (Fredrikshamn, Kymmenedalen, Finland)
Luomajärvi eller Luomijärvi är en sjö i Finland. Den ligger i kommunen Fredrikshamn i landskapet Kymmenedalen, i den södra delen av landet, 130 km öster om huvudstaden Helsingfors. Luomajärvi ligger 42,2 meter över havet. I omgivningarna runt Luomajärvi växer i huvudsak barrskog. Arean är 1,03 kvadratkilometer och strandlinjen är 7,08 kilometer lång. Sjön  ingår i Vehkajokis huvudavrinningsområde. 